# Crevenicu
Crevenicu es una comuna ubicada en el distrito de Teleorman, Rumania.

## Superficie
Posee una superficie de 27,52 kilómetros cuadrados.

## Demografía
Hasta 2021 la población era de 1300 habitantes, con una densidad de población de 47,24 habitantes por kilómetro cuadrado.